# WAVV
Die Wageningse Arbeiders Voetbal Vereniging (kurz WAVV) ist ein Fußballverein aus dem niederländischen Wageningen. Die erste Mannschaft des Vereins spielt in der Saison 2014/15 in der sechstklassigen Tweede Klasse. Er nahm in der Saison 2014/15 am KNVB-Pokal teil und erreichte die 1. Runde.